# 新成路街道
新成路街道，是中华人民共和国上海市嘉定區下辖的一个乡镇级行政单位。面积5.14平方公里。户籍人口2.64万人（2008年）。

## 行政区划
新成路街道下辖以下居委会及村委会：
迎园社区、仓场社区、新成社区、源珉社区、嘉乐社区、南陈社区、新望社区、爱里舍花园社区、沧海社区、南塘河社区和新成村。